# HMS Empress of India (1891)
El HMS Empress of India fue uno de los ocho acorazados Pre-Dreadnought de la clase Royal Sovereign pertenecientes la Royal Navy.

## Características Técnicas
El HMS Empress of India fue ordenado bajo el programa de la Ley de Defensa Naval de 1889. Fue puesto en grada en el astillero Pembroke Dockyard el 9 de julio de 1889 y botado en 1891 por la Duquesa de Connaught. Luego fue transferido al astillero Chatham Dockyard, donde fue completado en agosto de 1893. Inicialmente iba a ser llamado HMS Renown, pero su nombre fue cambiado antes de ser terminado el buque.

## Historial de servicio

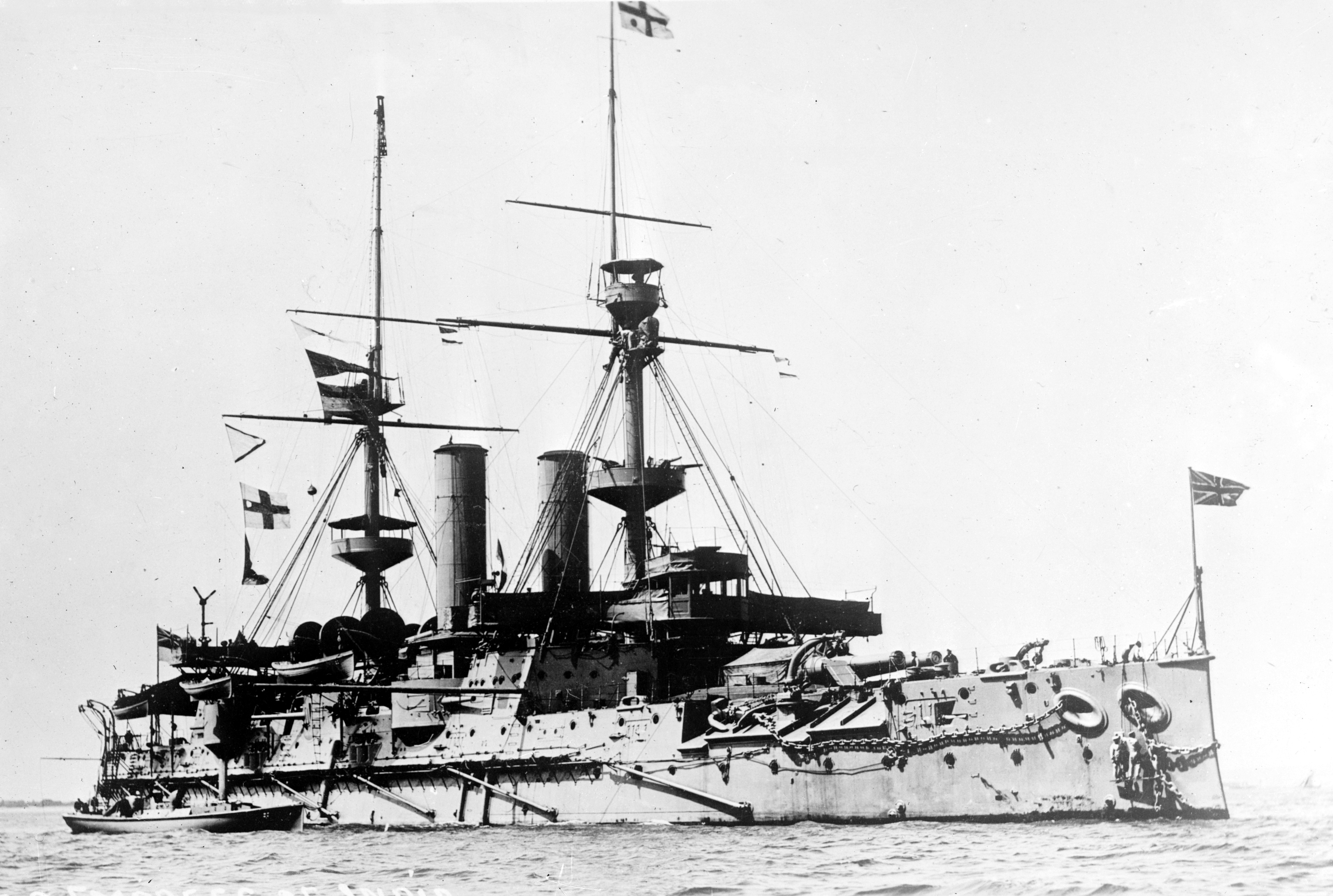
El HMS Empress of India en 1906.

El HMS Empress of India fue asignado el 11 de septiembre de 1893 para reemplazar al HMS Anson como buque insignia del segundo al mando de la Flota del Canal. Participó en maniobras anuales en el Mar de Irlanda y el Canal de la Mancha, como miembro de la "Flota Azul" entre el 2 y 5 de agosto de 1894. En junio de 1895, estuvo entre los buques que representaron a la Royal Navy en la apertura del Canal de Kiel, en Alemania. En ese verano, participó nuevamente en las maniobras anuales entre el 24 de julio y el 30 de agosto de 1895. Fue asignado por última vez en la Flota del Canal en diciembre de 1895 por el Capitán Angus McLeod. El 7 de junio de 1897 terminó su servicio en la Flota del Canal. 
El 8 de junio de 1897, fue reasignado en la Flota del Mediterráneo. Antes de partir tomó parte en la revista de la flota en conmemoración de la 60.º aniversario de la coronación de la Reina Victoria en Spithead el 24 de junio de 1897. Arribó a Malta para su servicio en el mediterráneo en agosto de 1897. En agosto y septiembre de 1898, fue parte del Escuadrón Internacional bloqueando Creta durante la rebelión de la población griega contra el dominio otomano en la isla. El 24 de diciembre de 1900, fue reasignado a Malta para continuar su servicio en el Mar Mediterráneo, el cual terminó el 14 de septiembre de 1901 cuando fue reemplazado por el HMS Implacable. 
El 13 de octubre de 1901 fue reasignado para relevar al HMS Howe en Queenstown, Irlanda, como buque de guardia costera y buque insignia del Comandante de la Costa de Irlanda. Dejó esta labor en los primeros meses de 1902 para recibir un extenso reacondicionamiento. Fue agregado a la Home Fleet el 7 de mayo de 1902, en la cual sirvió como buque insignia en puerto y buque insignia del segundo al mando cuando estaba en altamar. Participó en la Revista naval por la Coronación del Rey Eduardo VII en agosto de 1902, en el cual fue buque insignia del almirante Pelham Aldrich. Fue buque insignia de la "Flota B" durante las maniobras combinadas de la Home Fleet, Flota del Mediterráneo y Flota del Canal cerca de Portugal entre el 5 y el 9 de agosto de 1903, pero su motor se averió 14 horas después de iniciadas las maniobras y la flota tuvo que dejarlo atrás. Su gemelo, el HMS Royal Oak lo relevó como buque insignia del segundo al mando de la Home Fleet el 1 de junio de 1904. El 22 de febrero de 1905, el HMS Hannibal lo relevó completamente de sus funciones de la Home Fleet, al día siguiente fue reasignado en reserva en Devonport.